# Anya Marina
Anya Marina Kroth (Ann Arbor, 23 de septiembre de 1976) es una cantante y compositora estadounidense. Su música se popularizó después de aparecer en una gran variedad de comedias de la televisión y sus canciones han aparecido en series tales como Grey's Anatomy de la cadena ABC, así como How I Met Your Mother de la CBS, en MTV en The Real World, Castle la cadena ABC, United States of Tara, Gossip Girl, The Vampire Diaries y Supernatural y tiene una canción que aparece en la banda sonora de la película "New Moon" de la saga Crepúsculo y también por pertenecer a la banda sonora de Por trece razones

## Historia

### Primeros años
Anya Marina nació en Ann Arbor, Míchigan y se crio en el área de Silicon Valley de California, como la mayor de dos hermanas. Sus padres son profesores de la Universidad, que enseñan psicología y la literatura rusa. Marina se mudó a Los Ángeles como una aspirante a actriz y asistió a clases en la British American Drama Academy, impartidas por Richard Dreyfuss, Marsha Mason, Anne Jackson y Eli Wallach, entre otros, y la American Academy of Dramatic Arts en Pasadena, California. Marina también actuó en cine y televisión (en 2001 actuó en la película 100 Girls). Se mudó de nuevo a Míchigan para obtener un título universitario de inglés en la Universidad de Santa Clara, donde continuó trabajando en la actuación, teatro musical, música, improvisación y comedia y como DJ en KSCU, la estación de radio de la Universidad.

### Carrera musical
Después de graduarse en 1997, Anya trabajó en la estación de radio XHRM-FM en San Diego y fue contratada por primera vez por Mike Halloran, inicialmente en otro estudio, Y107 en Los Ángeles antes de que ambos se mudaran a Premium Radio en el norte de San Diego, al Condado de San Diego, California. Después de salir de KSOQ, ambos trabajaron en la estación FM 94/9 como DJ's.
En San Diego, Marina realizó su primera noche de micrófono abierto y comenzó a escribir sus propias canciones. Ella desarrolló una actuación con lo que había aprendido como actriz, cómica e impresionista. Su grabación debut fue un EP de cinco canciones llamado Exercises in Racketeering, que finalmente llevó a un álbum de estudio, Miss Halfway, el cual fue lanzado el 25 de enero de 2005. Anya posteriormente abrió para artistas como Jason Mraz y Rhett Miller. Anya fue nombrada una de las "Mejores Artistas Sin Firmar" en los San Diego CityBeat.
Las canciones de Miss Halfway hablan acerca de su crianza y de sus exnovios. El álbum fue producido por Scott Russo, el líder de la banda Unwritten Law y el Peter King del grupo The Surfers. El álbum ganó el Premio San Diego Music al Mejor Álbum. La canción que da título también fue seleccionada para la serie de televisión Grey's Anatomy y fue presentado como la quinta canción de la banda sonora de la serie junto a The Fray, KT Tunstall, Gomez y Snow Patrol.
El 20 de enero de 2009, Marina lanzó su segundo álbum de estudio, titulado Slow & Steady Seduction: Phase II. El álbum fue producido por Brian Karscig del grupo Louis XIV y Daniel Britt de Spoon. El video musical para el primer sencillo del álbum, "Move You", fue dirigido por Scott Coffey. El 8 de junio de 2009, el videoclip de "All The Same To Me", dirigido por Josh Forbes, se estrenó exclusivamente en el sitio web Spinner.com.
Anya Marina interpretó canciones de Slow & Steady Seduction: Phase II en los estudios BETA Records TV en Hollywood, California. Un video que fue publicado de una entrevista personal sobre la canción "All The Same To Me" fue dirigido por Eric MacIver y producido por Chris Honetschlaeger.
En el verano de 2009, Anya fue nominada para tres Premios de Música de San Diego, como Artista del Año, Álbum del Año (Slow & Steady Seduction: Phase II), y Canción del Año ("Move You"). El 10 de septiembre de 2009, "Move You" ganó el premio a Canción del Año, superando a otros nominados como Jack Tempchin y Jason Mraz..
Su canción "Satellite Heart" fue incluida en la banda sonora de la película The Twilight Saga: New Moon. "Satellite Heart" fue lanzada el 8 de octubre de 2009, con un videoclip dirigido por Scott Coffey y lanzado el 3 de noviembre de 2009. Marina fue coanfitriona de la transmisión en vivo por MySpace del estreno de New Moon. Anya fue destacada en un artículo de la CNN.com como artista en vísperas del éxito debido a su participación en la banda sonora. La versión de Marina de la canción "Whatever You Like", originalmente del rapero T.I., fue presentado en el episodio de Gossip Girl, "They Shoot Humphreys", el 9 de noviembre de 2009.
En 2009, Marina se mudó a Portland, Oregón para escribir y grabar el álbum "Felony Flats", que lleva el nombre de un vecindario local. Fue lanzado tres años después. 
En 2012, Marina se mudó a la ciudad de Nueva York para escribir y grabar su próximo álbum. Es coanfitriona de un podcast humorístico sobre las relaciones con su compañera de cuarto y comediante Nikki Glaser y el comediante Phil Hanley llamado We Know Nothing . El pretexto del podcast es dar consejos, pero los tres rara vez atienden llamadas y se distraen con anécdotas de sus propias vidas y eventos actuales.
En enero de 2021, Marina anunció un álbum en vivo titulado Live and Alone en Nueva York , grabado durante dos noches en el Rockwood Music Hall en Manhattan, que se lanzará el 19 de febrero
Marina ha estado de gira con Jason Mraz, Chris Isaak, Greg Laswell, Eric Hutchinson, Lissy Trullie, y Joshua Radin.

## Discografía

### Álbumes de estudio
| Año  | Álbum                                                                                   |
| ---- | --------------------------------------------------------------------------------------- |
| 2005 | Miss Halfway - Lanzamiento: 25 de enero de 2005 - Sello: Chop Shop                      |
| 2009 | Slow & Steady Seduction: Phase II - Lanzamiento: 20 de enero de 2009 - Sello: Chop Shop |
| 2012 | Felony Flats - Lanzamiento: 13 de marzo de 2012 - Sello: Chop Shop                      |

### EP
| Año  | Álbum                                                                |
| ---- | -------------------------------------------------------------------- |
| 2004 | Exercises in Racketeering - Lanzamiento: 2004 - Sello: Independiente |

### Sencillos
| Año  | Título               | Álbum                             |
| ---- | -------------------- | --------------------------------- |
| 2009 | "Whatever You Like"  | Slow & Steady Seduction: Phase II |
| 2009 | "All The Same To Me" | Slow & Steady Seduction: Phase II |

## Premios y nominaciones
| Año  | Trabajo nominado                  | Categoría       | Resultado |
| ---- | --------------------------------- | --------------- | --------- |
| 2009 | Anya Marina                       | Artista del Año | Nominada  |
| 2009 | Move You                          | Canción del Año | Ganadora  |
| 2009 | Slow & Steady Seduction: Phase II | Álbum del Año   | Nominada  |